# Internationale Wolkenatlas

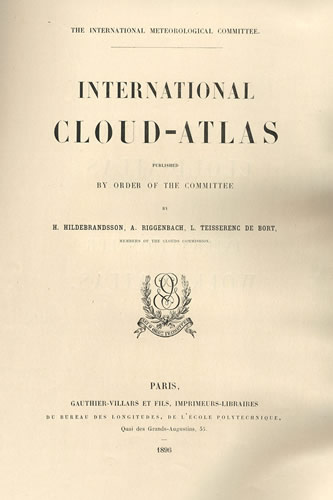
titelpagina van de eerste editie van de Internationale Wolkenatlas

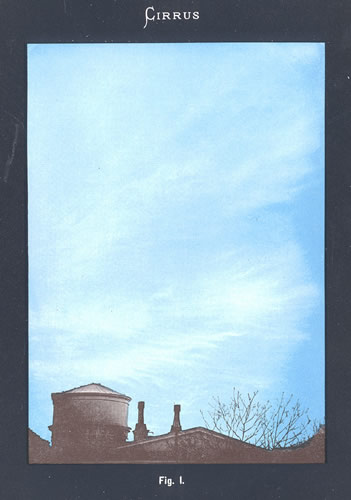
Cirrus in de eerste editie van de Internationale Wolkenatlas

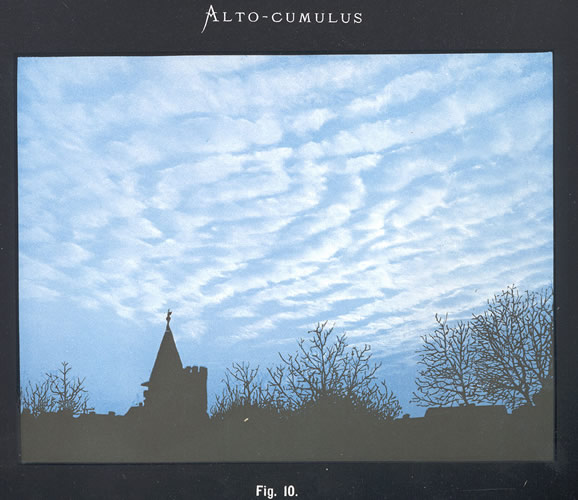
Altocumulus in de eerste editie van de Internationale Wolkenatlas

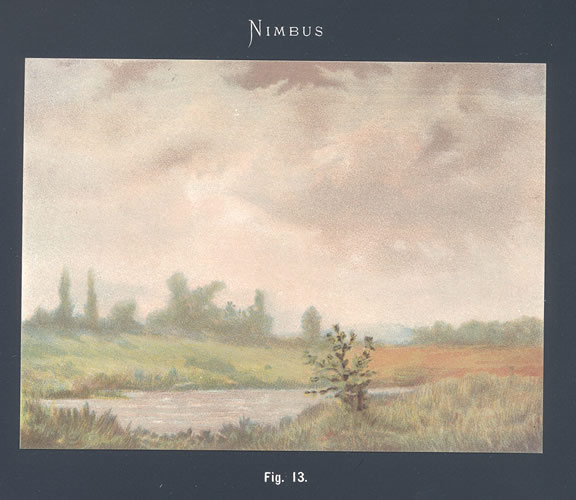
Nimbus in de eerste editie van de Internationale Wolkenatlas

De Internationale Wolkenatlas (Engels: International Cloud Atlas) is een wolkenatlas die voor het eerst werd gepubliceerd in 1896 en sindsdien in latere edities werd uitgegeven door de Internationale Meteorologische Organisatie, de latere Wereld Meteorologische Organisatie.
De doelen waren onder meer het helpen van de opleiding van meteorologen en het bevorderen van een consistente internationale wolkenclassificatie die wolken beschrijft, die beide belangrijk waren voor het vroeg voorspellen van weer. De eerste editie bevatte al kleurenfoto's, toen nog een heel nieuwe en dure technologie. Het Koninklijk Nederlands Meteorologisch Instituut speelde als oprichter en secretariaat van de Internationale Meteorologische Organisatie bij de totstandkoming een grote rol. Veel foto’s zijn afkomstig van weeramateur en wolkenfotograaf Antoine J. Aalders.

## Edities

### Eerste editie
Publicatie van de eerste editie werd verzorgd door Hugo Hildebrand Hildebrandsson, Albert Riggenbach en Léon Teisserenc de Bort, leden van de Wolkencommissie van de Internationale Meteorologische Organisatie. Het bestaat uit kleurplaten van wolken en tekst in het Engels, Frans en Duits. Bijgevolg had het afzonderlijke titelpagina's in elke taal en is het ook bekend door zijn alternatieve titels Atlas international des nuages en Internationaler Wolkenatlas.
De eerste editie bevatte kleurenplaten in plaats van handgekleurde platen. De meeste platen waren kleurenfoto's, maar ook enkele schilderijen. Een cirruswolk was het eerste geïllustreerde wolktype en had een kleurenfoto. Destijds was kleurenfotografie nieuw, ingewikkeld en duur. Bijgevolg was de Wolkencommissie niet in staat om geschikte kleurenfoto's van alle wolkentypes te verkrijgen en koos ze schilderijen om als vervangers te gebruiken.
De eerste editie werd gedeeltelijk geïnspireerd door de observatie van de Engelse meteoroloog Ralph Abercromby dat wolken overal ter wereld van dezelfde algemene soort waren. Abercromby en Hildebrandsson ontwikkelden een nieuwe classificatie van wolken die werd gepubliceerd in een eerdere atlas, de in 1890 gepubliceerde Wolkenatlas van Hugo Hildebrand Hildebrandsson, Wladimir Köppen en Georg von Neumayer. Andere soortgelijke werken die eerder werden gepubliceerd, waren Nordeuropas Sky-former van M. Weilbach (Kopenhagen, 1881), Wolkentafeln van M. Singer (München, 1892), Classificazione delle nubi van de Vaticaanse Sterrenwacht (Rome, 1893) en Cloudland van Rev. W Clement Ley (Londen, 1894).

## Latere edities
De Internationale Wolkenatlas wordt sinds 1896 in meerdere edities gepubliceerd, waaronder 1911, 1932, 1939, 1956, 1975, 1987 en 2017. De editie van 1932 was getiteld International Atlas of Clouds and of States of the Sky. Het werd gepubliceerd in het Catalaans (Atles Internacional dels Núvols i dels Estats del cel) naast de drie officiële talen van de Internationale Meteorologische Organisatie (Engels, Frans en Duits) omdat de heer Rafel Patxot, een lid van het wetenschappelijk comité dat samenwerkte met de meteorologische dienst van Catalonië, de hele publicatie sponsorde. De editie van 1939 wijzigde de titel in International Atlas of Clouds and Types of Skies.
De editie van 1956 was de eerste uitgave die in twee delen werd gepubliceerd, waarin tekst en platen werden gescheiden. Dit verlaagde de kosten en vergemakkelijkte de publicatie van vertaalde edities. Het werd vertaald in het Pools in 1959 (Międzynarodowy atlas chmur; atlas skrócony) en Noors in 1958 (Internasjonalt skyatlas 1956). Een Nederlandse vertaling werd gepubliceerd in 1967 (Wolkenatlas. Bewerkt naar de Internationale verkorte wolkenatlas van de Meteorologische Wereldorganisatie).

### Editie van 1975
De editie van 1975 werd gepubliceerd in twee delen met een tussenpoos van 12 jaar: Deel I (tekst) in 1975 en Deel II (platen) in 1987. De innovaties omvatten een nieuw hoofdstuk dat wolken van bovenaf beschrijft, zoals vanuit vliegtuigen. Ook werd de vroegere classificatie van hydrometeoren vervangen door een classificatie van meteoren, waarin de hydrometeoren één groep vormen:
- Hydrometeoor: een geheel van vloeibare of vaste waterdeeltjes gesuspendeerd in of vallende door de atmosfeer, geblazen door de wind van het aardoppervlak of afgezet op objecten op de grond of in de vrije lucht.
- Lithometeoor: een geheel van deeltjes waarvan de meeste vast en niet-waterig zijn. De deeltjes hangen min of meer in de lucht of worden door de wind van de grond getild.
- Fotometeoor: een lichtgevend fenomeen dat wordt geproduceerd door de reflectie, breking, diffractie of interferentie van licht van de zon of de maan.
- Electrometeoor: een zichtbare of hoorbare manifestatie van atmosferische elektriciteit.

### Editie van 2017
De 2017 editie van de Internationale Wolkenatlas heeft 12 nieuwe wolkenformaties toegevoegd - een nieuwe soort, vijf nieuwe aanvullende kenmerken, een nieuw type accessoire-wolk en vijf nieuwe speciale wolken. De editie van de atlas 2017 is online beschikbaar. De toevoegingen omvatten het volgende:
Wolkensoort
- Volutus: beter bekend als rolwolken, een relatief zeldzame formatie die wordt beïnvloed door windschering.

Aanvullende kenmerken
- Asperitas: golfachtige golvende wolken met een "onderwater" uitstraling
- Cavum: gewoonlijk "gat in een wolk" of "pilotengat" genoemd, gevormd door ijskristallen die vallen uit een wolk op grotere hoogte van oververzadigde vloeibare waterdruppeltjes en een rond gat achterlaten
- Murus: een nieuwe formele naam voor de "muurwolk", gezien aan de basis van supercel-onweersbuien
- Cauda: een staartachtig aanvullend kenmerk geassocieerd met muurwolken
- Fluctus: Kelvin-Helmholtz instabiliteitsgolven

Accessoire wolktype
- Flumen: bekend als "beverstaart", een type achterblijvende wolk geassocieerd met de instroomgrens van sterke onweersbuien

Speciale wolken
Bijzondere fenomenen kregen in 2017 officiële wolkennamen van de WMO:
- Cataractagenitus: watervalspray
- Flammagenitus: wolken gevormd door intense hitte; pyrocumulus
- Homogenitus: wolken gevormd door menselijke activiteit, inclusief vliegtuigstrepen, scheepssporen en koeltorenmist
- Homomutatus: wolken die evolueren van Homogenitus naar persistente bewolking
- Silvagenitus: wolken geassocieerd met nevelwouden en van evapotranspiratie boven een bosdak